# 1656
| [ Edytuj tabelę ]              | |
| Król Polski                    | - 1648 Jan Kazimierz 1668                                                                                 |
| Współksiążęta Andory           | - 1655 Joan Manuel de Espinosa 1663 - 1643 Ludwik XIV 1715                                                |
| Król Anglii i Szkocji          | - 1653 Oliver Cromwell (jako Lord Protector) 1658                                                         |
| Elektor Bawarii                | - 1651 Ferdynand Maria 1679                                                                               |
| Elektor Brandenburgii          | - 1640 Fryderyk Wilhelm 1688                                                                              |
| Sułtan Brunei                  | - 1625 Muhammad Ali 1660                                                                                  |
| Cesarz Chin                    | - 1644 Shunzhi 1661                                                                                       |
| Król Czech                     | - 1637 Ferdynand III Habsburg 1657                                                                        |
| Król Danii                     | - 1648 Fryderyk III 1670                                                                                  |
| Dalajlama                      | - 1617 Lobsang Gjaco 1682                                                                                 |
| Cesarz Etiopii                 | - 1632 Fasiledes 1667                                                                                     |
| Król Francji                   | - 1643 Ludwik XIV 1715                                                                                    |
| Król Hiszpanii                 | - 1621 Filip IV 1665                                                                                      |
| Landgraf Hesji-Kassel          | - 1637 Wilhelm VI Sprawiedliwy 1663                                                                       |
| Stadhouder Holandii            | - 1650 pierwszy okres bez stadhoudera 1672                                                                |
| Szach Iranu                    | - 1642 Abbas II 1666                                                                                      |
| Państwo Wielkich Mogołów       | - 1627 Szahdżahan 1658                                                                                    |
| Lord Irlandii                  | - 1653 Oliver Cromwell 1658                                                                               |
| Cesarz Japonii                 | - 1654 Go-Sai 1663                                                                                        |
| Kalif                          | - 1648 Mehmed IV 1687                                                                                     |
| Patriarcha Konstantynopola     | - 1655 Joannik II 1656 - 1656 Parteniusz III 1657                                                         |
| Władca Korei                   | - 1649 Hyojong 1659                                                                                       |
| Książę Kurlandii i Semigalii   | - 1642 Jakub Kettler 1682                                                                                 |
| Książę Liechtensteinu          | - 1627 Karol Euzebiusz 1684                                                                               |
| Książę Monako                  | - 1612 Honoriusz II 1662                                                                                  |
| Król Nawarry                   | - 1643 Ludwik XIV 1710                                                                                    |
| Król Norwegii                  | - 1648 Fryderyk III 1670                                                                                  |
| Sułtan Omanu                   | - 1649 Sultan I ibn Sajf 1688                                                                             |
| Elektor Palatynatu             | - 1648 Karol I Ludwik 1680                                                                                |
| Papież                         | - 1655 Aleksander VII 1667                                                                                |
| Książę Parmy i Piacenzy        | - 1646 Ranuccio II 1694                                                                                   |
| Król Portugalii                | - 1640 Jan IV 1656 - 1656 Alfons VI 1683                                                                  |
| Książę w Prusach               | - 1640 Fryderyk Wilhelm Wielki Elektor 1688                                                               |
| Car Rosji                      | - 1645 Aleksy I 1676                                                                                      |
| Cesarz Rzymski (niemiecki)     | - 1637 Ferdynand III Habsburg 1657                                                                        |
| Kapitanowie Regenci San Marino | - 1655 Ottavio Giannini Bartolomeo Ceccoli 1656 - 1656 Melchiorre Maggio Belluzzi Vincenzo Lorenzoni 1656 |
| Elektor Saksonii               | - 1611 Jan Jerzy I Wettyn 1656 - 1656 Jan Jerzy II Wettyn 1680                                            |
| Król Szwecji                   | - 1654 Karol X Gustaw 1660                                                                                |
| Król Tajlandii                 | - 1656 Narai 1688                                                                                         |
| Sułtan Turków                  | - 1648 Mehmed IV 1687                                                                                     |
| Doża Wenecji                   | - 1655 Carlo Contarini 1656 - 1656 Francesco Cornaro 1656 - 1656 Bertuccio Valiero 1658                   |
| Król Węgier                    | - 1655 Leopold I 1705                                                                                     |
| Książęta Wirtembergii          | - 1628 Eberhard III 1674                                                                                  |

Rok 1656 / MDCLVI
stulecia: XVI wiek ~
XVII wiek ~
XVIII wiek

lata: 1646 «
1651 «
1652 «
1653 «
1654 «
1655 «
1656
» 1657
» 1658
» 1659
» 1660
» 1661
» 1666

## Wydarzenia w Polsce
- 17 stycznia – elektor brandenburski Fryderyk Wilhelm Hohenzollern z Prus książęcych, uznał się lennikiem Szwecji zrywając tym samym zależność lenną od Polski.
- 22 stycznia – potop szwedzki: na zamku w Łańcucie przekształcono konfederację tyszowiecką w konfederację generalną.
- 12 lutego – potop szwedzki: Szwedzi oblegli Zamek w Malborku
- 18 lutego – potop szwedzki: wygrana Szwedów w bitwie pod Gołębiem.
- 25 lutego – potop szwedzki: rozpoczęło się oblężenie twierdzy Zamość.
- 9 marca – potop szwedzki: kapitulacja zamku w Malborku
- 11 marca – potop szwedzki: armia szwedzka zdobyła Jarosław.
- 15 marca – potop szwedzki: dywizja Stefana Czarnieckiego rozgromiła Szwedów w bitwie pod Jarosławiem.
- 28 marca – potop szwedzki: zwycięstwo wojsk polskich w bitwie pod Niskiem.
- 1 kwietnia – król Polski Jan Kazimierz w katedrze pod wezwaniem Wniebowzięcia Najświętszej Maryi Panny we Lwowie złożył uroczyste śluby, w których ogłosił Matkę Boską Królową Polski i zapowiedział walkę z najazdem szwedzkim aż do zwycięstwa.
- 6 kwietnia – potop szwedzki: zwycięstwo wojsk polskich w bitwie pod Kozienicami.
- 7 kwietnia – potop szwedzki: wygrana wojsk polskich w bitwie pod Warką.
- 3 maja – potop szwedzki: Szwedzi zdobyli zamek w Gołańczy i wymordowali jego załogę.
- 7 maja – potop szwedzki: zwycięstwo Szwedów w bitwie pod Kłeckiem.
- 1 czerwca – potop szwedzki: zwycięstwo Szwedów w bitwie pod Kcynią.
- 26 czerwca – potop szwedzki: w Malborku zawarto traktat pomiędzy elektorem Brandenburgii Fryderykiem Wilhelmem I a królem Szwecji Karolem X Gustawem, na mocy którego elektor, w zamian za pomoc militarną, miał otrzymać 4 województwa, które połączyłyby Prusy Książęce z Branbenburgią.
- 1 lipca – potop szwedzki: wojska litewskie oraz koronne i masy chłopskie odebrały Warszawę Szwedom.
- 13 lipca – potop szwedzki: wygrana wojsk szwedzko-brandenburskich w bitwie pod Tykocinem.
- 28-30 lipca – II wojna północna: bitwa pod Warszawą.
- 23 sierpnia – położono kamień węgielny pod budowę protestanckiego kościoła Pokoju w Świdnicy.
- 25 sierpnia – potop szwedzki: dywizja hetmana Stefana Czarnieckiego rozbiła 1500-osobowy oddział szwedzki w bitwie pod Łowiczem.
- 28 sierpnia – potop szwedzki: zwycięstwo polskie w bitwie pod Lubrzem.
- 8 października – bitwa pod Prostkami pomiędzy sprzymierzonymi wojskami Rzeczypospolitej i Tatarów pod dowództwem hetmana polnego litewskiego Wincentego Gosiewskiego a wojskami brandenbursko-szwedzkimi pod dowództwem generała Jerzego Fryderyka Waldecka z posiłkującą go jazdą Bogusława Radziwiłła.
- 22 października – potop szwedzki: wygrana Szwedów w bitwie pod Filipowem.
- 3 listopada – zawarto antyszwedzki sojusz Rosji z Polską w Niemieży zwany rozejmem w Niemieży.
- 10 grudnia – Traktat w Radnot podpisany podczas II wojny północnej, zwany pierwszym rozbiorem Polski (nie doszedł do skutku).
- Jerzy Lubomirski rozpoczął oblężenie Krakowa.
- Odbyła się pierwsza udokumentowana piesza pielgrzymka z Łowicza na Jasną Górę[1].

## Wydarzenia na świecie
- 17 stycznia – Brandenburgia i Szwecja podpisały rozejm w Królewcu.
- 23 stycznia – francuski filozof Blaise Pascal opublikował pierwszą z 18 części swego dzieła Prowincjałki.
- 24 stycznia – I wojna willmergska: armia katolicka pokonała protestantów w bitwie pod Villmergen (Szwajcaria).
- 7 marca – podpisano traktat pokojowy kończący wojnę domową w Szwajcarii.
- 17 marca – Francesco Cornaro został dożą Wenecji.
- 2 maja – pożar zniszczył niemiecki Akwizgran.
- 17 maja – Rosja wypowiedziała wojnę Szwecji.
- 26 czerwca – VI wojna wenecko-turecka: zwycięstwo floty weneckiej w bitwie morskiej pod Hellespontem.
- 20 listopada – II wojna północna: w Labawie (Polessk) zawarto porozumienie prusko-szwedzkie, dzięki któremu Prusy stały się niezależne od Polski.
- 6 grudnia – w węgierskiej miejscowości Radnot zawarty został układ o rozbiorze Polski. Układ podpisany został z inicjatywy Karola Gustawa, a przystąpili do niego poza królem szwedzkim: Jerzy Rakoczy (książę siedmiogrodzki), Bohdan Chmielnicki oraz Bogusław Radziwiłł (po śmierci brata Janusza kontynuował politykę proszwedzką). Układ nie został nigdy zrealizowany w związku z przystąpieniem Austrii i Danii do wojny przeciwko Szwecji (traktat w Radnot).

## Urodzili się
- 9 lutego – Róża Venerini, założycielka Zgromadzenia Pobożnych Nauczycielek, święta katolicka (zm. 1728)
- 31 maja – Marin Marais, francuski muzyk i kompozytor (zm. 1728)
- 5 czerwca – Joseph Pitton de Tournefort, botanik francuski (zm. 1708)
- 20 lipca – Johann Bernhard Fischer von Erlach, austriacki architekt i rzeźbiarz (zm. 1723)
- 26 lipca - Michał Bartłomiej Tarło, polski duchowny katolicki, biskup poznański (zm. 1715)
- 8 listopada – Edmond Halley, astronom (zm. 1742)

- data dzienna nieznana: 
  - Katarzyna Tekakwitha, Indianka, święta katolicka (zm. 1680)

## Zmarli
- 21 marca – James Ussher, anglikański arcybiskup (ur. 1581)
- 27 kwietnia – Gerrit van Honthorst, holenderski malarz i rysownik barokowy (ur. 1592)
- 5 maja – Władysław Dominik Zasławski-Ostrogski, książę, regimentarz (ur. 1618)
- 23 lipca – Mikołaj Henel, śląski regionalista, syndyk, biograf, kronikarz, historyk (ur. 1582)
- 25 października – Francesco Quaresmi, Kustosz Ziemi Świętej, franciszkanin, palestynolog (ur. 1583)
- 6 listopada – Jan IV Szczęśliwy, król Portugalii (ur. 1604)

- data dzienna nieznana: 
  - Andrea dell'Aqua, architekt i budowniczy pochodzenia weneckiego, działający w XVII wieku w Polsce (ur. 1584)
  - Michelangelo Rossi, włoski kompozytor, skrzypek i organista epoki baroku (ur. ok. 1601)

## Święta ruchome
- Tłusty czwartek: 24 lutego
- Ostatki: 29 lutego
- Popielec: 1 marca
- Niedziela Palmowa: 9 kwietnia
- Wielki Czwartek: 13 kwietnia
- Wielki Piątek: 14 kwietnia
- Wielka Sobota: 15 kwietnia
- Wielkanoc: 16 kwietnia
- Poniedziałek Wielkanocny: 17 kwietnia
- Wniebowstąpienie Pańskie: 25 maja
- Zesłanie Ducha Świętego: 4 czerwca
- Boże Ciało: 15 czerwca